# الحملة الزيرية على المغرب الأوسط (1017)
الحملة الزيرية على المغرب الأوسط عام 1017,هي حملة عسكرية قادها المعز بن باديس ضد عم والده باديس، حماد بن بلكين، خلال الحرب الحمادية الزيرية، لاسترجاع المغرب الأوسط، نجح المعز في إجبار حماد على الإختباء في قلعة بني حماد ثانية، و توفير أجواء أجبرته على طلب الصلح، ما أدى إلى إنهاء الحرب.

## الخلفية
اندلعت الحرب بسبب رفض حماد تسليم مناطق معينة لولاة باديس، أحرز حماد تقدما بدخوله باجة، لكن رد عليه باديس بحملة قوية، انتهت به محاصرا في قلعته، و لِحُسْنِ حظه توفي ابن أخيه، فانسحب الجيش الزيري و عاد لإفريقية، و عندما تولى المعز الحكم أرسل حملة بقيادة عمه كرامة لكنها هُزِمَتْ، فقرر أن يتولى الأمور بنفسه.

## الحملة
بدأ التجهيز للحملة يوم 18 جويلية 1017 الموافق 20 صفر 406, فمضى الامير المعز بن باديس مع جنوده الى رقادة حيث تولى المعز تنظيم الحملة وتوزيع الرواتب, وانطلقت الحملة رسميا يوم 31 جويلية 1017 الموافق 4 ربيع الأول 406 حيث خرج المعز وترك إفريقية تحت ادارة نائبه محمد بن حسن. خلال ذلك كان حماد قد استولى على آشير والمسيلة وبدأ حصارا على بغاية, وعندما علم بوصول المعز فك الحصار, وقد انضم للاخير جنود من القبائل وكتامة, فقام ابراهيم بن بلكين أخ حماد باستدعاء ايوب بن يطوفت قائد الحامية الزيرية عارضا التفاوض، وعندما وصل أيوب عاتبه ابراهيم قائلا له «إننا أخوة، و هذا بمشيئة الله» ثم أردف قائلا: «إننا خاضعون لطاعة مولانا المعز ، ونحن نرغب في إبرام الصلح على يديك, وإن حمّادًا يقرئك السلام ويقترح عليك أن ترسل إليه رجلاً ثِقَة ليتصل به ويأخذ عليه العهود اللازمة لتهدئة الخواطر». وإعتقد أيوب ان هذا طلب صلح جدّي, فأرسل أخاه حمامة ومعه حبوس بن القاسم ابن حمامة مع ابراهيم ثم الحق بهما غلامه المحبب الى قلبه يسورين، وعندما وصلوا الى فازة السلام أين عسكر حماد، ذهب إبراهيم ليعلم أخاه بوصول وفد التفاوض، فأمر حماد ذكنون ابن حلا بتجريد حمامة وحبوس من ملابسهما والباسهم ملابس رثة وربطهم بالسلاسل، ثم استدعى يسورين وقال له: «هذان الشخصان هما ابنا عمي, أما أنت فما الذي أتى بك إلى هنا؟ إنك تريد أن تتبجح بقولك: قال لي حماد... و قلت لحماد...» ثم أمر بقتله وعندما وصلت تلك الاخبار الى المعز سار الى حماد وجيشه وهاجمهم. و التقى الفريقان يوم 26 أوت 1017 الذي يوافق آخر أيام ربيع الأول 408 هجري في مكان مجهول، و لم تأخذ المعركة ساعة إلا و قد هُزِمَ حمّاد، و قُتِلَ الكثير من عساكره، و نُهبت أموالهم و ثرواتهم، و وضع المعزّ على رأس حمّاد 400 دينار، و تم أسر إبراهيم، و أُصيب حماد نفسه بجرح، و بعد هذا الانتصار ولى المعز عمه كرامة على المغرب الأوسط.

## العواقب
تُعتَبر هذه المعركة آخر معركة مسجلة في هذه الحرب، فبعدها و أخيرا، دخل حمّاد في مفاوضات جدّية من مقره في القلعة، انتهت باستقلاله و تأسيسه الدولة الحمادية باعتراف من بني زيري.